# Бухбіндер Йосип Шмульович
Бухбіндер Йосип Шмульович (12 грудня 1908, м. Черняхів, нині смт Житомирської області — 21 серпня 1993, Київ) – їдишомовний поет та прозаїк. Член СПУ (1937).

## Біографія
Йосип Бухбіндер народився в містечку Черняхів Житомирської області. У 1923 році закінчив 7-річну місцеву єврейську школу робітничої молоді. Почав працювати шевцем у майстерні в Житомирі. Через півтора року за путівкою профспілки взуттєвиків поїхав навчатися в Одеський єврейський педагогічний технікум, де навчався у 1925—1929 роках, у 1935 році закінчив історичний факультет єврейського сектора Київського педагогічного інституту. Учителював, був журналістом. Писав мовою їдиш. Друкувався від 1929 року. Професійно літературною діяльністю почав займатися у 1930-і роки, працюючи на посаді літпрацівника у республіканській їдишомовній газеті דער שטערן‎ («Зірка»).
1936 року Держнацменвидав опублікував у Києві поему Йосипа Бухбіндера «Командир Сизов». 1940 року вийшла друком його збірка поезій «Ліричні мотиви». У роки Другої світової війни Бухбіндер працював в Укрлітфонді на евакуації в місті Уфі. Після війни повернувся до Києва, певний час продовжував працювати в Укрлітфонді, опікувався організаційними справами у єврейській секції Спілки письменників. За завданням Єврейського антифашистського комітету виїздив у відрядження писати нариси про хід відбудови промисловості та міст України.
24 січня 1951 року за обвинуваченням у єврейському націоналізмі Бухбіндера було виключено зі Спілки письменників. 26 квітня 1951 заарештовано. Вилучені під час обшуку рукописи неопублікованих творів Бухбіндера за постановою слідчих органів було спалено. Йосипа Бухбіндера засудили до десяти років виправно-трудих робіт. Певний час він перебував в одній камері з митрополитом Йосипом Сліпим, про якого написав у своїх спогадах. 1954 року термін покарання скоротили до 5 років. Бухбіндер був звільнений, але звинувачення у антирадянській націоналістичній творчості знято лише в січні 1957 року, після амністії.
Після амністії поновлений у Спілці письменників України. Публікував вірші мовою їдиш. Поезії Бухбіндера публікувалися у перекладі українською мовою в літературних часописах та окремих виданнях.
Помер 1993 року в Києві.

## Видання творів
- поема «Отаман Боженко» (1930)
- поема «Пісня старого чоботаря».
- «Командир Сізов», 1936;
- «Ліріше мотивн» («Лиричні мотиви»), 1940;
- «Последний снег» (Москва, 1964),
- «Дорога життя» (Київ, 1966),
- повість «Між хвилями» (Київ, 1970),
- «Ясними очима» (Київ, 1975),
- «К тебе, мой друг» (Москва, 1980),
- «Світлий погляд» (Київ, 1981),
- «Поезії» (Київ, 1984),
- «Близька далечінь» (Київ, 1987),
- «Последний первый снег» (Москва, 1991),
- «Емануїл оповідає: Сторінки життя єврейського письменника». — Київ: Дух і Літера, ISBN 978-966-378-896-8[2]

## Переклади українською
Вірші Бухбіндера українською мовою були опубліковані в перекладах Дмитра Павличка, Бориса Олійника, Івана Драча, Петра Осадчука, Петра Перебийноса, Тамари Коломієць та ін.

## Спадщина
У Центрі досліджень історії та культури Східноєвропейського єврейства зберігається приватний фонд Йосипа Бухбіндера, який містить понад 2000 одиниць зберігання. Особливо цінними є рукописи поетичних і прозових творів — романи: אינצווייען אפ דער יאכטע («Всередині яхти», 1966—1967 рр.),) אייניקע בלעטלעך פון מיין טאָג-בוך (עמאנויל דערציילט («Деякі сторінки з мого щоденника (Емануїл оповідає…)», без дати), повісті: בלעטלעך פון מיין טאגבוך («Сторінки мого щоденника», оригінал та переклад на російську мову, без дати), צווישן כוואליעס («Поміж хвилями», оригінал та переклад на українську мову, 1970 р.), підготовчі матеріали до них, а також понад 300 віршів та їхніх перекладів на російську та українську мови. Особливу цінність мають «Сторінки мого щоденника», які є чи не єдиними щоденниками про ГУЛАГ, написаними їдишем.